# Giovanni Faraboli
Giovanni Faraboli (Valle di San Secondo Parmense, 23 marzo 1876 – Parma, 4 febbraio 1953) è stato un sindacalista italiano, membro del Partito Socialista Italiano e fondatore delle cooperative agricole della bassa parmense.

## Biografia
Faraboli inizia la sua attività d'impegno politico nel 1901, quando fonda la Lega dei contadini a Fontanelle di Roccabianca, diventandone il presidente. Si iscrive al Partito Socialista Italiano nel 1902, come sostenitore della corrente riformista e, sempre a Fontanelle fonda una vasta rete di cooperative agricole, con relativa organizzazione sindacale, estendendola anche alle realtà limitrofe.
Con la nomina di direttore della Camera del Lavoro di Alceste de Ambris, Faraboli collabora con il nuovo segretario, facendo compiere al movimento sindacale una forte avanzata, culminata nel successo dello sciopero agrario dell'Emilia nel maggio del 1907.
Nel 1914 Faraboli, si schiera dalla parte dei neutralisti, per non intervenire nel conflitto, e a seguito delle elezioni amministrative, nel medesimo anno viene eletto nel consiglio comunale di Roccabianca, dove prosegue nella sua attività contro la disoccupazione e contro l'imminente guerra.
Nel 1919, a Roccabianca scoppiano i primi tumulti, organizzati dagli agrari e dai commercianti, contro le cooperative socialiste. Ad essere aspramente contestato è il sindaco di Roccabianca, Paolo Bertoluzzi, amico e collaboratore di Faraboli. Nello stesso anno, scoppiano anche dei disordini nel vicino comune di Busseto, per i medesimi motivi.
Nel 1921 la Casa dei Socialisti di Pieve Ottoville viene presa d'assalto dagli squadristi, mentre l'anno successivo, tocca la stessa sorte alla Casa dei socialisti di Fontanelle. A questo punto, Faraboli lascia Fontanelle per recarsi a Milano dove continua la propria attività, come membro nella direzione nazionale del Partito socialista e di funzionario della Lega delle cooperative.
A seguito del suo attivismo antifascista, dopo l'inasprimento della repressione fascista contro il PSU, a seguito dell'attentato Zaniboni, Faraboli ripara in Francia a Tolosa, dove già si erano indirizzati molti lavoratori italiani ed in particolare parmensi, per continuare la sua attività di contrasto al regime fascista. Nel 1940 conoscerà a Tolosa Andrea Caffi, con il quale organizzerà "un’impresa di solidarietà e mutua assistenza fra gli operai italiani emigrati della regione." Rientrerà in patria solo alla fine del secondo conflitto mondiale.
Il presidente Luigi Einaudi gli conferisce la Stella degli italiani benemeriti all'estero nel 1951.
Muore a Parma, presso l'Ospizio degli incurabili, il 4 febbraio del 1953.
Lo scrittore Giovannino Guareschi si è ispirato a lui per la creazione del personaggio letterario di Peppone, avversario di don Camillo nei romanzi dell'autore parmense e relative trasposizioni cinematografiche. Faraboli era amico personale del padre di Giovannino, Primo Augusto Guareschi, e lo scrittore avrebbe ricordato anni dopo che il giorno della propria nascita Faraboli aveva presenziato, in occasione dei paralleli festeggiamenti del primo maggio. 

## Riconoscimenti
- A Giovanni Faraboli è stato intitolato nel 2004 il nuovo ponte di San Secondo sul fiume Taro